# Soli

Krystal kuchyňské soli (chloridu sodného NaCl) s vyznačením sousedních vazeb. Modré kuličky - sodík, zelené kuličky - chlor.

Soli jsou chemické sloučeniny iontového charakteru. Obsahují kladné (kationty) a záporné ionty (anionty). Jednotlivé ionty jsou drženy pohromadě elektrostatickými silami nazývanými iontová vazba. Sloučenina jako celek je neutrální.
Každý iont může být jednoatomový (monoatomický, jednoduchý iont) nebo víceatomový (polyatomický, složený iont). V pevném skupenství mají jednotlivé ionty  obvykle více nejbližších sousedů, takže nejsou považovány za součást molekul, ale za součást souvislé trojrozměrné sítě (krystalické struktury).
Jednotlivé složky solí mohou být anorganické nebo organické:
- Anorganické soli jsou obvykle složené z malých iontů. Jsou to většinou pevné krystalické látky. Jsou tvrdé, křehké a mají často vysoké teploty tání a varu. Jako pevné látky jsou téměř vždy elektricky nevodivé, v roztoku a tavenině elektrický proud vedou, protože jejich ionty se stanou mobilními.
- Organické soli mají obvykle velké kationty, velké anionty nebo obojí. Jejich vlastnosti nejsou tak jednoznačné jako u anorganických solí a odpovídají typu organické sloučeniny, ze které jsou vytvořeny.

Soli jsou nejvýznamnější iontové sloučeniny, které se vyskytují v zemské kůře. Jsou nejdůležitějším zdrojem minerálních látek pro rostliny a následně pro všechny živé organismy. Mezi nejznámější patří soli s anionty halogenidů, uhličitanů, křemičitanů, sulfidů, dusičnanů, fosforečnanů, síranů nebo siřičitanů.

## Názvosloví anorganických solí
Anorganické soli se v závislosti na obsahu kyslíku dělí na soli bezkyslíkatých kyselin a soli kyslíkatých kyselin. V obou případech jsou názvy solí dvouslovné.
První slovo názvu soli vyjadřuje název kyseliny, ze které vznikl příslušný aniont:
- soli bezkyslíkatých kyselin mají koncovku -id (kyselina jodovodíková ⟶ jodid)
- soli kyslíkatých kyselin mají koncovku -an (kyselina fosforečná ⟶ fosforečnan)

Druhé slovo názvu soli je přídavné jméno tvořené kationtem spolu s jeho oxidačním číslem:
- kyselina chlorovodíková (HCl) + sodík (Na) ⟶ chlorid sodný (NaCl)
- kyselina dusičná (HNO3) + sodík (Na)  ⟶ dusičnan sodný (NaNO3)
- kyselina sírová (H2SO4) + sodík (Na) ⟶ síran sodný (Na2SO4)

V následujících dvou tabulkách jsou příklady nejznámějších solí, jejich vzorců a názvů.
| Bezkyslíkatá kyselina | Vzorec | Aniont | Název soli | Příklad sloučeniny | Název sloučeniny |
| --------------------- | ------ | ------ | ---------- | ------------------ | ---------------- |
| fluorovodíková        | HF     | F−     | fluorid    | CaF2               | fluorid vápenatý |
| chlorovodíková        | HCl    | Cl−    | chlorid    | NaCl               | chlorid sodný    |
| bromovodíková         | HBr    | Br−    | bromid     | AgBr               | bromid stříbrný  |
| jodovodíková          | HI     | I−     | jodid      | KI                 | jodid draselný   |
| sirovodíková          | H2S    | S2−    | sulfid     | PbS                | sulfid olovnatý  |
| kyanovodíková         | HCN    | CN−    | kyanid     | KCN                | kyanid draselný  |

| Kyslíkatá kyselina | Vzorec | Aniont | Název soli  | Příklad sloučeniny | Název sloučeniny     |
| ------------------ | ------ | ------ | ----------- | ------------------ | -------------------- |
| dusičná            | HNO3   | NO3−   | dusičnan    | NaNO3              | dusičnan sodný       |
| chlorná            | HClO   | ClO−   | chlornan    | Ca(ClO)2           | chlornan vápenatý    |
| chlorečná          | HClO3  | ClO3−  | chlorečnan  | KClO3              | chlorečnan draselný  |
| chloristá          | HClO4  | ClO4−  | chloristan  | KClO4              | chloristan draselný  |
| sírová             | H2SO4  | SO42−  | síran       | FeSO4              | síran železnatý      |
| uhličitá           | H2CO3  | CO32−  | uhličitan   | Na2CO3             | uhličitan sodný      |
| arsenitá           | H3AsO3 | AsO32− | arsenitan   | Ag3AsO3            | arsenitan stříbrný   |
| fosforečná         | H3PO4  | PO43−  | fosforečnan | Ca3(PO4)2          | fosforečnan vápenatý |

## Vznik anorganických solí
Soli vznikají mnoha reakcemi, patří mezi ně například:
- neutralizací, tedy reakcí kyseliny se zásadou:

KOH + HCl → KCl + H2O
- reakcí kovu s nekovem:

2 Na + Cl2 → 2 NaCl
- reakcí kovu s kyselinou:

Zn + H2SO4 → ZnSO4 + H2
- reakcí hydroxidu s kyselinotvorným oxidem:

Ca(OH)2 + CO2 → CaCO3 + H2O
- reakcí zásadotvorných oxidů s kyselinou:

CaO + 2 HNO3 → Ca(NO3)2 + H2O
- reakcí zásadotvorného a kyselinotvorného oxidu:

CaO + CO2 → CaCO3
- srážením, tedy reakcí dvou solí:

Pb(NO3)2 + Na2S → 2 NaNO3 + PbS

## Chemická vazba v solích

Vznik chemické vazby ve fluoridu sodném NaF.

- Vznik chemické vazby ve fluoridu sodném NaF.Chemická vazba v solích je iontová, neboť soli se skládají z aniontů a kationtů. Ionty jsou primárně drženy pohromadě elektrostatickými silami, které vyplývají z Coulombických sil.
- K přitažlivosti malých iontů přispívají také van der Waalsovy síly. Pouze asi z 1–2 %.
- Iontové sloučeniny jsou zřídka čistě iontové. Vazby i mezi těmi nejvíce elektronegativními nebo elektropozitivními páry vykazují malý stupeň kovalence. Podle Fajansových pravidel mají sloučeniny s vysokým iontovým charakterem vázané velké kladné ionty s nízkým nábojem na malé záporné ionty s vysokým nábojem. U nízkého iontového charakteru je tomu opačně.
- Do hloubky vysvětluje chemické vazby v solích kvantová mechanika. Stav mikročástic v kvantové mechanice není popsán jejich polohou a hybností, jak je tomu v klasické mechanice, ale vlnovou funkcí. Proto opouští klasifikaci idealizovaných typů vazeb (iontová, kovalentní, kovová) a popisuje podstatu vazeb pomocí kvantových pohybových rovnic (například Schrödingerova či Diracova rovnice).

## Vlastnosti solí

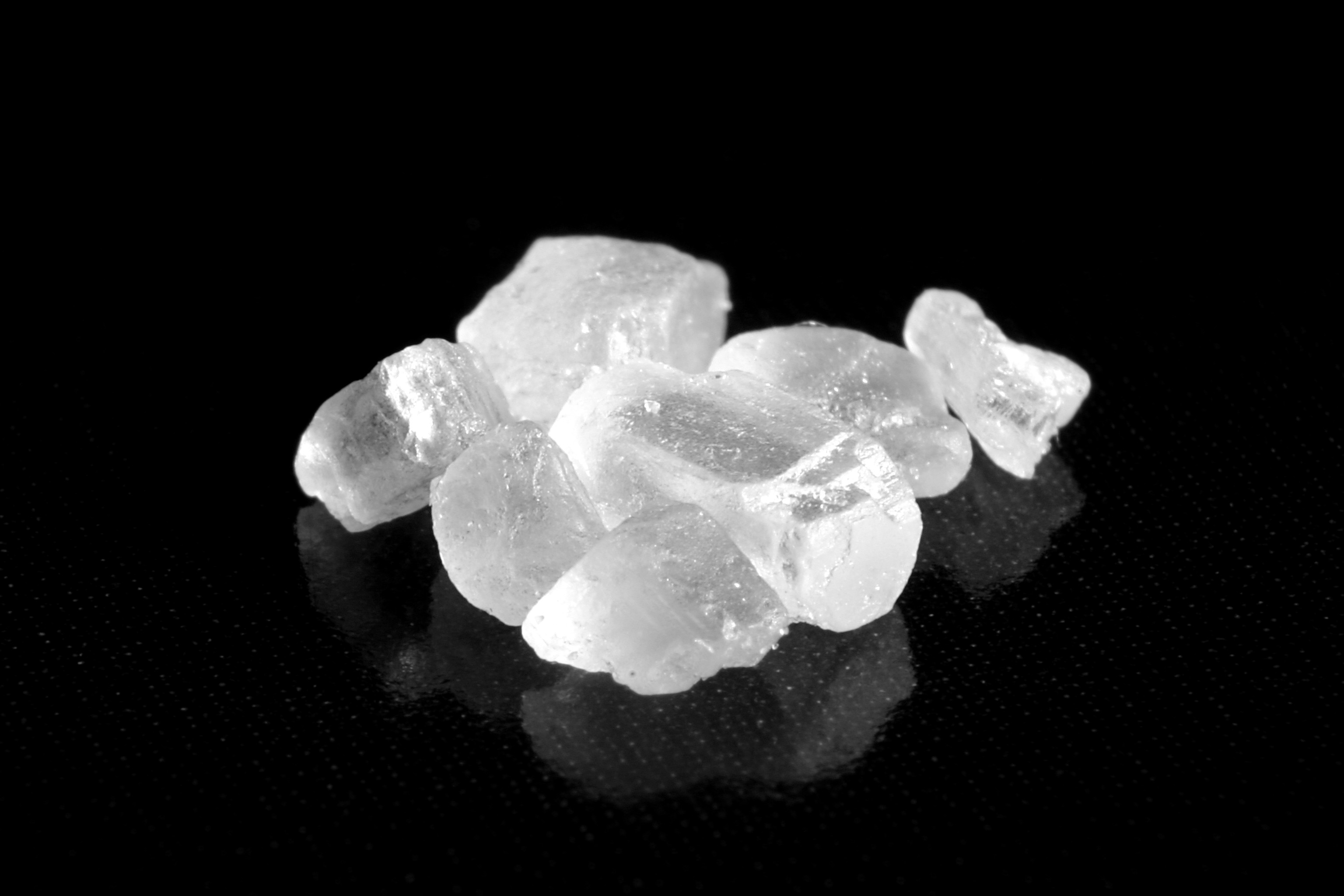
Krystalky chloridu sodného NaCl (sůl kamenná)

- Krystalky chloridu sodného NaCl (sůl kamenná)Pevné skupenství - většina solí krystalizuje v charakteristických iontových krystalových mřížkách. Ionty jsou v nich uspořádány tak, že přitažlivé a odpudivé Coulombické síly mezi nimi jsou v průměru vyváženy. To vede k minimální potenciální energii.
- Tvrdost a křehkost - většina solí je poměrně tvrdých a křehkých. Jakmile dosáhnou hranice své pevnosti, nemohou se deformovat, protože musí být zachováno přísné vyrovnání kladných a záporných iontů. Proto dochází k jejich štěpení lomem. Při zvyšující se teplotě (obvykle blízko bodu tání) může docházet k větší tvárnosti a plasticitě.

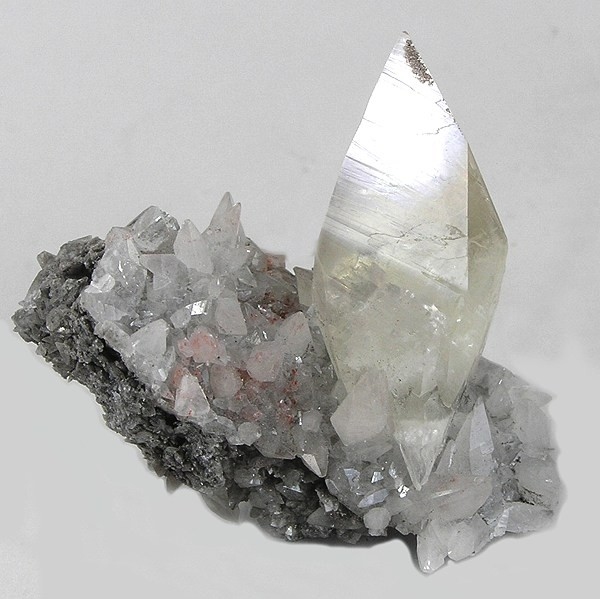
Krystalky uhličitanu vápenatého CaCO_{3} (kalcit)

- Krystalky uhličitanu vápenatého CaCO3 (kalcit)Relativně vysoké teploty tání a varu - většina solí má poměrně vysoké teploty tání a varu. Elektrostatické síly mezi částicemi jsou nejsilnější, když jsou náboje vysoké a vzdálenost mezi jádry iontů je malá. V takových případech mají soli velmi vysoké teploty tání a varu.

- Rozpustnost ve vodě a polárních rozpouštědlech - většina solí ve vodě téměř úplně disociuje na hydratované ionty. Rozpustnost solí je vysoká v polárních rozpouštědlech (voda) a nízká v nepolárních rozpouštědlech (benzín).
- Elektrická vodivost - soli jako pevné suché látky jsou elektrickými izolanty. Rozpuštěné nebo roztavené soli jsou silné elektrolyty, jejichž rozpuštěné ionty jsou mobilními nosiči náboje a dávají solným roztokům vysokou elektrickou vodivost.

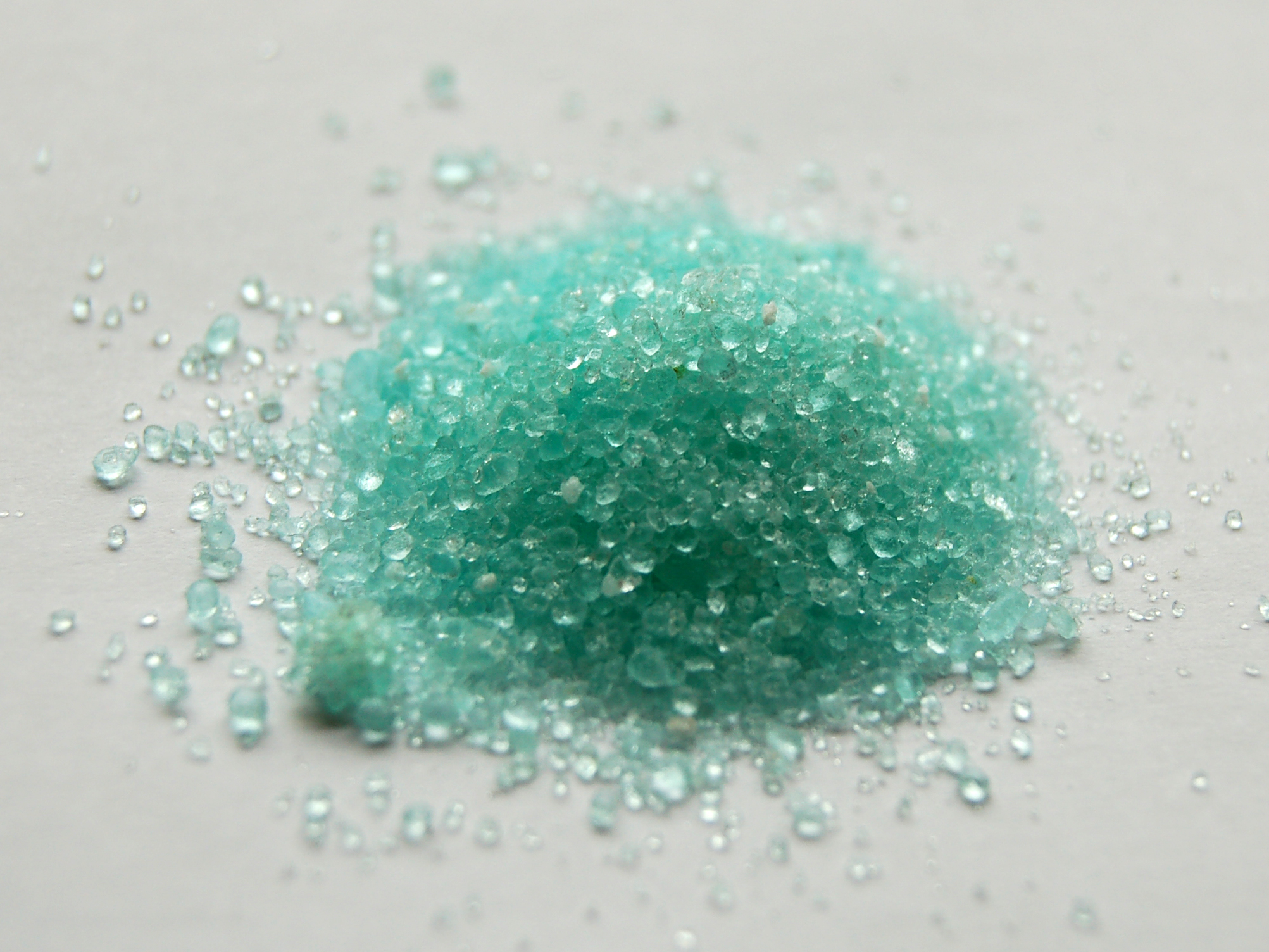
Krystalky síranu železnatého FeSO_{4} (zelená skalice)

- Krystalky síranu železnatého FeSO4 (zelená skalice)pH roztoku - rozpuštění solí ve vodě může změnit pH roztoku. Pokud je ve vodě rozpouštíme sůl silné kyseliny a silné zásady, získáme neutrální roztok. Při rozpouštění soli silné kyseliny a slabé zásady vzniká kyselý roztok a při rozpouštění soli slabé kyseliny a silné zásady vzniká zásaditý roztok.[1]

- Barva - u solí se často liší barva pevné látky od barvy vodného roztoku obsahujícího jednotlivé ionty nebo od hydratované formy stejné sloučeniny. Anionty ve sloučeninách s vazbami s nejvíce iontovým charakterem bývají bezbarvé (absorpční pás v ultrafialovém spektru). U sloučenin s méně iontovým charakterem se jejich barva prohlubuje přes žlutou, oranžovou, červenou a černou (absorpční pás ve viditelném spektru).
- Chuť - soli mohou vyvolat všech pět základních chutí: slanou (chlorid sodný), sladkou (octan olovnatý), kyselou (zprostředkována protony H+), hořkou (síran hořečnatý) a umami (glutamát sodný).
- Vůně - soli silných kyselin a silných zásad jsou netěkavé a často bez zápachu. Soli slabých kyselin nebo slabých zásad mohou vonět jako konjugovaná kyselina (octany voní jako kyselina octová a kyanidy jako kyanovodík) nebo konjugovaná báze (amonné soli voní jako amoniak).